# Angelica, marchiza îngerilor
Angelica, marchiza îngerilor (titlul original: în franceză Angélique, marquise des anges) este un film de aventuri, coproducție franco-italo-german, realizat în 1964 de regizorul francez Bernard Borderie după romanul scriitoarei Anne Golon. Este primul dintr-o serie de cinci filme cu Angelica.

## Distribuție
- Michèle Mercier – Angélique Sancé de Monteloup
- Robert Hossein – Joffrey de Peyrac
- Jean Rochefort – Desgrez
- Claude Giraud – Philippe de Plessis-Bellieres
- Giuliano Gemma – Nicolas
- Charles Regnier – Conan Becher
- Jacques Toja – Ludwig XIV.
- Bernard Woringer – Bernard d'Andijos
- Robert Hoffmann – Chevalier de Lorraine
- Serge Marquand – Jactrance
- Philippe Lemaire – Valdes
- Geneviève Fontanel – Carmencita
- Renate Ewert – Margot
- Jean-Pierre Castaldi – Höfling
- Alexandre Rignault – Guillaume Lützen

## Premii
- 1966: Goldene Leinwand

## Celelalte filme din serie
- 1965 Angelica, marchiza îngerilor (Angélique, marquise des anges)
- 1965 Minunata Angelica (Merveilleuse Angélique)
- 1966 Angelica și regele (Angélique et le roy)
- 1967 Neîmblânzita Angelica (Indomptable Angélique)
- 1968 Angelica și sultanul (Angélique et le sultan)